# Phyllis Love
Phyllis Ann Love (* 21. Dezember 1925 in Des Moines, Iowa; † 30. Oktober 2011 in Menifee, Kalifornien) war eine US-amerikanische Schauspielerin.

## Leben
Phyllis Love besuchte die Roosevelt High School in Des Moines; zu ihren Klassenkameradinnen gehörte die US-Schauspielerin Cloris Leachman, mit der Love lebenslang befreundet war. Sie studierte an der Carnegie Mellon University in Pittsburgh.
Love wirkte zunächst in einigen lokalen Theaterproduktionen mit; ab 1948 absolvierte sie eine Schauspielausbildung am Actors Studio in New York City. Sie trat in den 1950er und 1960er Jahren als Theaterschauspielerin am Broadway auf, unter anderem 1950/1951 in der Rolle der Nancy Stoddard in dem später erfolgreich mit Grace Kelly verfilmten Bühnenstück Ein Mädchen vom Lande von Clifford Odets. In der Uraufführung des Theaterstücks Die tatöwierte Rose von Tennessee Williams spielte sie 1951 die Rolle der Rosa delle Rose; sie verkörperte, an der Seite von Maureen Stapleton, die Tochter der im Mittelpunkt des Bühnenstücks stehenden Näherin Serafina Delle Rose. Hierfür erhielt sie den New Yorker Clarence Derwent Award als beste Nachwuchsdarstellerin in der Kategorie „Most Promising Female“. 
Im Filmdebüt gab Love 1950 in dem Kriminaldrama So jung und so verdorben, in dem unter anderem Paul Henreid und Rita Moreno ihre Partner waren. Ihre bekannteste Filmrolle hatte sie 1956 unter der Regie von William Wyler als Mattie Birdwell in dem Filmepos Lockende Versuchung. Sie verkörperte darin die Tochter des von Gary Cooper gespielten Quäkers Jess Birdwell, die sich in einen Kavallerieoffizier (Peter Mark Richman) verliebt. Eine weitere Filmrolle hatte sie 1961 als Mrs. Elizabeth Alexander in dem Spielfilm Chefarzt Dr. Pearson. Darin spielte sie eine junge Schwangere, deren Baby an einer hämolytischen Gesundheitsstörung leidet.  
Sie hatte außerdem Episodenrollen und Gastrollen in zahlreichen US-amerikanischen Fernsehserien, unter anderem in Suspicion (1958), Am Fuß der blauen Berge (1960),  Rauchende Colts (1961; 1964), Unglaubliche Geschichten (1962), Schauplatz Los Angeles (1962), Perry Mason (1962; 1964), Dr. Kildare (1965), Auf der Flucht (1967), Der Chef (1970) und Bonanza (1971; 1972). In den 1970er Jahren zog sich Love vom Filmgeschäft und von der Schauspielerei zurück.
Sie unterrichtete später Englische Sprache und Schauspiel an der Morningside High School in Inglewood, Kalifornien. 

## Privates
Love war zweimal verheiratet. 1948 heiratete sie den Bühnenschriftsteller James Vincent McGee; die Ehe wurde 1978 geschieden. In zweiter Ehe war Love ab 1983 bis zu ihrem Tod mit Alan Paul Gooding verheiratet.
Love starb am 30. Oktober 2011 im Alter von 85 Jahren in ihrem Haus in Menifee im Riverside County. Sie litt an der Alzheimer-Krankheit.

## Filmografie (Auswahl)
- 1950: So jung und so verdorben (So Young So Bad)
- 1956: Lockende Versuchung (Friendly Persuasion)
- 1958: Suspicion (Fernsehserie, eine Folge)
- 1960: Am Fuß der blauen Berge (Laramie) (Fernsehserie, eine Folge)
- 1961: Der zweite Mann (The Deputy) (Fernsehserie, eine Folge)
- 1961: Chefarzt Dr. Pearson (The Young Doctors)
- 1961–1964: Rauchende Colts (Gunsmoke) (Fernsehserie, zwei Folgen)
- 1962: Unglaubliche Geschichten (Twilight Zone) (Fernsehserie, eine Folge)
- 1962: Die Unbestechlichen (The Untouchables) (Fernsehserie, eine Folge)
- 1962: Schauplatz Los Angeles (The New Bread) (Fernsehserie, eine Folge)
- 1962–1964: Perry Mason (Fernsehserie, zwei Folgen)
- 1965: Dr. Kildare (Fernsehserie, eine Folge)
- 1967: Auf der Flucht (The Fugitive) (Fernsehserie, eine Folge)
- 1970: Der Chef (Ironside) (Fernsehserie, eine Folge)
- 1971–1972: Bonanza (Fernsehserie, zwei Folgen)
- 1972: Ghost Story (Fernsehserie, eine Folge)
- 1975: Harry O (Fernsehserie, eine Folge)